# Понтерото (Савона)
Понтерото је насеље у Италији у округу Савона, региону Лигурија.
Према процени из 2011. у насељу је живело 41 становника. Насеље се налази на надморској висини од 353 м.